# Paap
Paap (tzn. „Grzech”, angielski tytuł: „Sin”) to bollywoodzki film z 2004 roku wyreżyserowany przez debiutantkę Pooja Bhatt, potem autorkę Holiday i Dhokha. W rolach głównych John Abraham i Udita Goswami. W drugoplanowych Gulshan Grover i Mohan Agashe. Film nagrywano w Himachal Pradesh. Tematem tego filmu jest próba ocalenia dziecka, które jest świadkiem mordu dokonanego przez skorumpowanego policjanta. Film konfrontuje ze sobą dwa światy: pełne przemocy miasto Delhi i spokój buddyjskiego klasztoru w Himachal Pradesh. Na tle pięknego himalajskiego krajobrazu między dziewczyną przeznaczoną do klasztoru a ukrywającym się rannym policjantem powoli budzi się miłość.
W filmie są wątki nawiązujące do dramatu Peter Weira Świadek (z Harrison Fordem).
Pooja Bhatt – nominacja do Nagrody Zee Cine za Najlepszy Debiut Reżyserski

## Fabuła
Manali w dolinie Spiti w Himachal Pradesh. Kaaya (Udita Goswami) żyje tu w osamotnieniu. Jedynymi osobami, z którymi się tu spotyka jest jej ojciec (Mohan Agashe) i mnisi buddyjscy. Dziewczyna przygotowywana jest do wstąpienia do klasztoru buddyjskiego. Tuż przed jej zamknięciem się w świecie modlitw i medytacji, lama Norbu zleca jej zadanie. Ma przywieźć chłopca, który zgodnie z ich wiarą jest kolejnym wcieleniem guru. Dzień przed powrotem Kaayi i chłopca w góry w delhijskim hotelu dochodzi do morderstwa. Chłopiec jest jego świadkiem. Oficer śledczy (John Abraham) nie pozwala Kaayi wyjechać z miasta. Liczy na pomoc dziecka w rozpoznaniu mordercy. Ku jego zaskoczeniu chłopiec rozpoznaje mordercę na ekranie telewizora. Jest nim jeden ze znanych Shivenowi oficerów policji. Wstrząśnięty Shiven zwraca się o pomoc w śledztwie do swojego przełożonego. Wkrótce potem zostaje postrzelony. Przekonany o zdradzie, próbuje ocalić Kaayę i chłopca. Poprosiwszy przyjaciela z policji o zniszczenie z kartoteki danych na temat świadków, odwozi ich do domu Kaayi. Droga w góry okazuje się męką. Ranny Shiven z trudem walczy z ogarniającą go sennością i rosnącą gorączką. Po dojechaniu do domu Kaayi, tracąc już przytomność Shiven mówi jej o grożącym im niebezpieczeństwie. Uprzedza, że nie wolno go oddać do szpitala, bo rana po kuli zostanie zgłoszona na policji. Kaayi, jej ojcu i mnichom nie pozostaje nic innego, jak modlić się o życie Shivena. Modlitwy i naturalne leki mnichów nie pozwalają mu umrzeć. Czuwając przy łóżku rannego, Kaaya traci pokój ducha przyszłej mniszki. Zakochuje się.
Tymczasem skorumpowani policjanci w Delhi po całych Indiach szukają trojga zbiegów.

## Obsada
- John Abraham – Shiven
- Udita Goswami – Kaya – nominacja do Nagrody Zee Cine za Najlepszy Debiut
- Gulshan Grover – oficer policji, Raj Mehra
- Mohan Agashe – ojciec Kayi
- Ahsan Baks – Zakir, przyjaciel Shinena
- Mukesh Bhatt – turysta z aparatem fotograficznym

## Muzyka i piosenki
Muzykę do filmu skomponował Anu Malik, twórca muzyki do takich filmów jak: Akele Hum Akele Tum, Chaahat, Border, China Gate, Refugee, Fiza Aśoka Wielki, Aks, LOC Kargil, Tamanna, Ishq Vishk, Murder, Fida, No Entry, Humko Deewana Kar Gaye, Zakochać się jeszcze raz,  Umrao Jaan. Nagroda Filmfare za Najlepszą Muzykę za Baazigar i Jestem przy tobie.
1. Intezaar – Sayeed Quadri – nominacja do Nagrody Zee Cine za Najlepszy Tekst Piosenki
2. Mann Ki Lagan
3. Garaj Baras
4. Laal (Alaap)
5. Sun E Mere Dil
6. Witness To A Murder (Instrumental)
7. Shivan Gets Shot
8. Aaj Ki Raat Kat Gayi Toh (Instrumental)
9. Intezaar Interlude (Instrumental)